# Xbox Exhibition
Xbox Exhibition foi uma série de compilação de demonstração de jogos da Microsoft Game Studios para anunciar e dar uma prévia dos próximos jogos do Xbox. Os discos continham várias demos jogáveis de jogos, trailers de jogos, conteúdo de vídeo da G4 TV, videoclipes e músicas de artistas independentes que podiam ser baixados para o disco rígido do Xbox. A disponibilidade dessas demos variava por região.
Com o advento do Xbox 360, a distribuição de demos mudou para downloads gratuitos do Xbox Live Marketplace. No total, foram sete discos Xbox Exhibition lançados em dois anos. O último lançamento foi o volume 7 em dezembro de 2004.

## Discos
Volume 1 (1 de janeiro de 2002)
- Nove demos de jogos: Halo: Combat Evolved, Madden NFL 2003, NFL Fever 2003, Panzer Dragoon Orta, Quantum Redshift, Tom Clancy's Splinter Cell, TimeSplitters 2, ToeJam & Earl III: Mission to Earth e Whacked!.
- Downloads: Trajes de booster do Dead or Alive 3, dois salvamentos para download de Project Gotham Racing e dois arquivos de salvamento de RalliSport Challenge.
- Música e videoclipes de: Death Cab for Cutie, John Vanderslice, Rilo Kiley, The Dismemberment Plan e The Long Winters.

Volume 2 (5 de março de 2003)
- Nove demos de jogos: All-Star Baseball 2004, Capcom vs. SNK 2 EO, Indiana Jones and the Emperor's Tomb, Kung Fu Chaos, MechAssault, MX Superfly, NBA Inside Drive 2003, Tom Clancy's Ghost Recon e Vexx.
- Downloads: atualização da lista do NFL Fever 2003 e novos personagens e ambientes para ToeJam & Earl III: Mission to Earth e MX Superfly.

Volume 3 (17 de julho de 2003)
- Nove demos de jogos: Apex, ATV Quad Power Racing 2, Brute Force, Gladius, MLB Inside Pitch 2003, MotoGP 2, NBA Street Vol. 2, Return to Castle Wolfenstein: Tides of War, Tao Feng: Fist of the Lotus.
- Downloads: Níveis e skins para RLH: Run Like Hell, e uma missão extra para Splinter Cell chamada de nível "Kola Cell".
- Música e videoclipes de: Depswa, Queens of the Stone Age, Rooney, ...And You Will Know Us by the Trail of Dead e Woven.

Volume 4 (26 de novembro de 2003)
- Nove demos de jogos: NBA 2K, Grabbed by the Ghoulies, Magic the Gathering: Battlegrounds, Metal Arms: Glitch in the System, Prince of Persia: The Sands of Time, Project Gotham Racing 2, Tom Clancy's Rainbow Six 3, Teenage Mutant Ninja Turtles e Voodoo Vince.
- Downloads: Níveis para Ghost Recon: Island Thunder, Return to Castle Wolfenstein: Tides of War e Star Wars: The Clone Wars e quatro novos mapas para Unreal Championship.

Volume 5 (27 de maio de 2004)
- Sete demos de jogos: NBA Ballers, Psi-Ops: The Mindgate Conspiracy, Metal Slug 3, Ninja Gaiden, Shadow Ops: Red Mercury, Rallisport Challenge 2, The Chronicles of Riddick: Escape from Butcher Bay.
- Extras: G4 - TV 4 Gamers Episodes: dicas e truques de Cheat G4 para dominar Star Wars: Knights of the Old Republic; Pulse Obtenha os insights do New York Yankee Jason Giambi sobre a ESPN Major League Baseball.

Volume 6 (17 de novembro de 2004)
- Sete demos de jogos: Full Spectrum Warrior, Tom Clancy's Rainbow Six 3: Black Arrow, NCAA Football 2005, Men of Valor, OutRun 2, Second Sight, Blinx 2: Masters of Time and Space.

Volume 7 (dezembro de 2004)
- Sete demos de jogos: Burnout 3: Takedown, Dead or Alive Ultimate, ESPN NHL 2K5, Kingdom Under Fire: The Crusaders, Star Wars: Republic Commando, The Incredibles e The SpongeBob SquarePants Movie.